# Université Paris-Sud
L'université Paris-Sud ou Paris-XI était une université française créée le 1er janvier 1971. Elle a disparu le 1er janvier 2020 au profit de l'université Paris-Saclay à la suite de la publication au Journal officiel du décret de création de la nouvelle université le 5 novembre 2019.
Elle était située sur les départements de l'Essonne, des Hauts-de-Seine et du Val-de-Marne. Elle comportait 78 laboratoires de recherche, cinq unités de formation et de recherche, trois instituts universitaires de technologie, et une école d'ingénieurs (membre du réseau Polytech).
L'université était située sur les communes suivantes : Antony, Bures-sur-Yvette, Cachan, Châtenay-Malabry, Fontenay-aux-Roses, Gif-sur-Yvette, Le Kremlin-Bicêtre, Orsay, Le Plessis-Robinson, Sceaux. Elle faisait partie du regroupement d'établissements d'enseignement supérieur Paris-Saclay, qui a disparu le 1er janvier 2020 au profit de l'université Paris-Saclay.
Cinq lauréats de la médaille Fields ont fréquenté l'établissement (Laurent Lafforgue, Jean-Christophe Yoccoz, Wendelin Werner et Ngô Bảo Châu, Hugo Duminil-Copin) ainsi que les prix Nobel de physique Pierre-Gilles de Gennes et Albert Fert.

## Historique
Siège de l'Université Paris-Sud 11, la ville d'Orsay s'est développée grâce aux physiciens Frédéric et Irène Joliot-Curie.
Dès les années 1940, les deux chercheurs avaient déjà envisagé une décentralisation de l'université de Paris vers la banlieue sud. En 1942, Irène Joliot-Curie avait même signalé au recteur de l'Université l'existence d'un site potentiel sur le plateau de Saclay.
L'événement décisif survint quelques années plus tard (en 1954), quand la France décida d'assortir sa participation au CERN d'un développement de sa propre recherche en physique nucléaire. Irène Joliot-Curie proposa la création de l'Institut de physique nucléaire d'Orsay et les travaux commencèrent dès 1955.

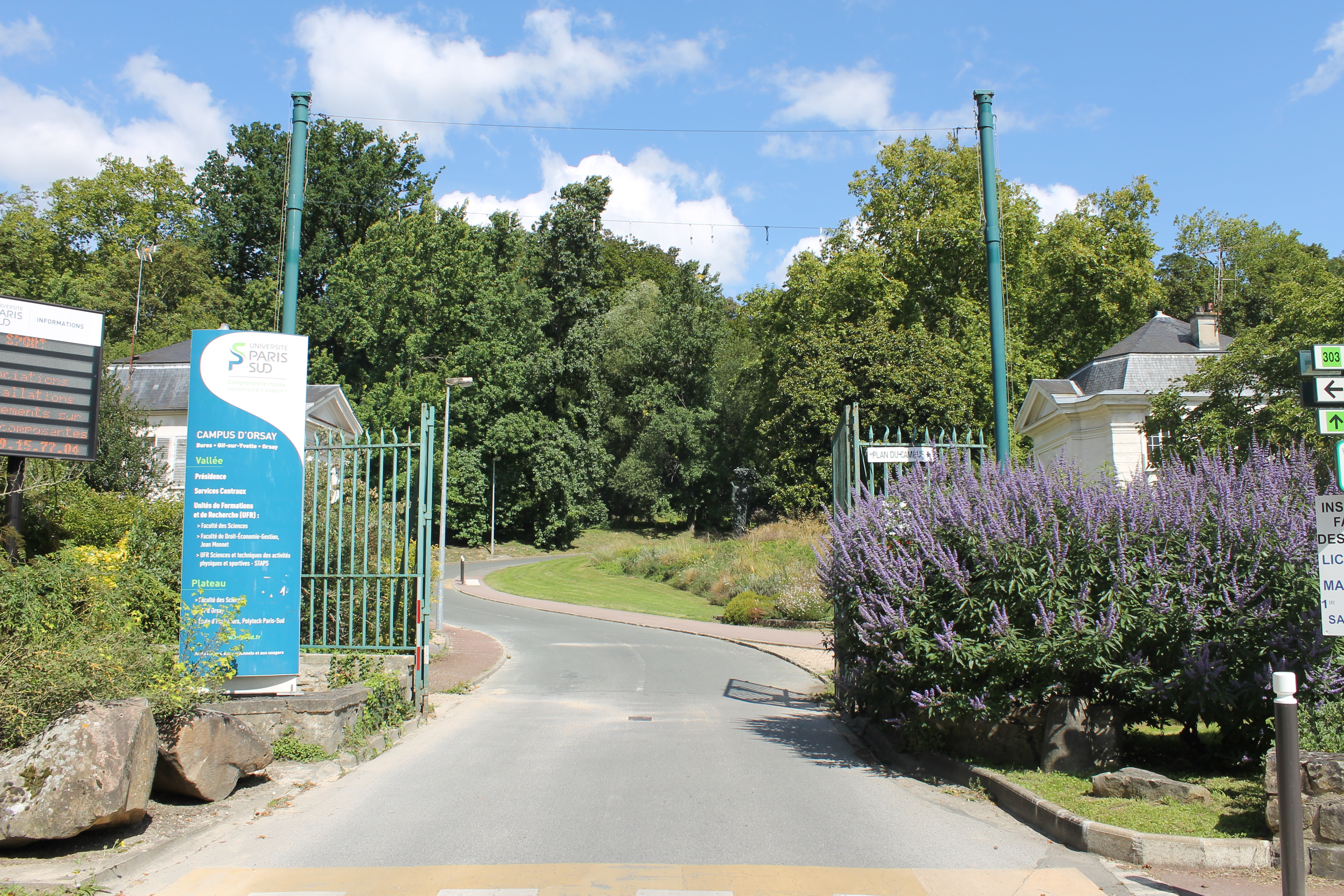
Une des entrées du campus d'Orsay (Paris-Saclay).

Elle mourut en 1956, et c'est Frédéric qui fut le premier directeur de l'Institut. Dans le même temps, se construisit le Laboratoire de l'accélérateur linéaire (LAL).
Parallèlement la situation des enseignements à la Sorbonne devenait de plus en plus critique et l'extension vers la Halle aux vins tardait à se faire. C'est ainsi qu'en 1958 fut décidé le transfert à Orsay d'une partie des enseignements de la faculté des sciences de Paris.
En 1965 fut reconnue l'indépendance du centre d'Orsay de la faculté des sciences de Paris et en 1970, l'application de la loi d'orientation de l'enseignement supérieur fit du centre d'Orsay l'une des composantes de l'Université Paris-Sud, enrichie par ailleurs des facultés de médecine (UFR du Kremlin-Bicêtre), de pharmacie (UFR de Châtenay-Malabry), de droit et d'économie (UFR de Sceaux) et des IUT de Génie électrique et mécanique (IUT de Cachan), IUT de Chimie, Informatique, Mesures physiques (IUT d'Orsay) et IUT de Gestion et commerce (IUT de Sceaux).
En janvier 2007, l’université Paris-Sud décide de participer à un Pôle de recherche et d'enseignement supérieur (PRES), de nature académique, créé dans le sud de l’Île-de-France : UniverSud Paris, avec pour objectif à long terme la construction d’une grande université à visibilité internationale renforcée. Ce PRES réunit d’ores et déjà environ 50 000 étudiants, 155 laboratoires de recherche dont 130 associés à des organismes de recherche, notamment les CNRS et INSERM. Les membres fondateurs de UniverSud Paris sont les universités d'Évry-Val d'Essonne, Paris-Sud, Versailles-Saint-Quentin-en-Yvelines (UVSQ), l'École Centrale, Supélec et l’ENS de Cachan. Parmi les grandes écoles du territoire sud francilien associées à UniverSud Paris, on peut citer HEC Paris, l'École polytechnique, AgroParisTech, l'ENSTA ParisTech et SupOptique.
En avril 2014 est inauguré le PROTO204, une halle située sur le campus d'Orsay destinée à accueillir des conférences, des expositions et des séances de coworking. Cette structure de type tiers-lieu, soutenue par l'université et l'établissement public Paris-Saclay, vise à favoriser l'entrepreneuriat étudiant et l'émergence de projets collaboratifs.
Le 1er janvier 2020, l'Université Paris-Sud disparaît au profit de l'université Paris-Saclay à la suite de la publication au Journal officiel du décret de création de la nouvelle université le 5 novembre 2019.

### Historique des présidents
| Identité                           | Période | Période          | Durée |
| Identité                           | Début   | Fin              | Durée |
| ---------------------------------- | ------- | ---------------- | ----- |
| Bernard Picinbono (né en 1933)     | 1971    | 1975 (démission) | 4 ans |
| Jean-Pierre Kahane (1926 - 2017)   | 1975    | 1978 (démission) | 3 ans |
| Roland Omnès (1931 - 2022)         | 1978    | 1983             | 5 ans |
| Hubert Coudane (1924 - 2015)       | 1983    | 1988             | 5 ans |
| Jack Robert (d) (né en 1933)       | 1989    | 1994             | 5 ans |
| Alain Gaudemer (d) (1938 - 2022)   | 1994    | 1999             | 5 ans |
| Xavier Chapuisat (d), (né en 1946) | 1999    | 2004             | 5 ans |
| Anita Bersellini (d) (née en 1943) | 2004    | 2009             | 5 ans |
| Guy Couarraze (d), (né en 1945)    | 2009    | 2012             | 3 ans |
| Jacques Bittoun (d) (né en 1951)   | 2012    | 2016             | 4 ans |
| Sylvie Retailleau (née en 1965)    | 2016    | 2018             | 2 ans |
| Alain Sarfati (d) (né en 1964)     | 2019    | 2020 (fusion)    | 1 an  |

## Composantes

### Unités de formation et de recherche

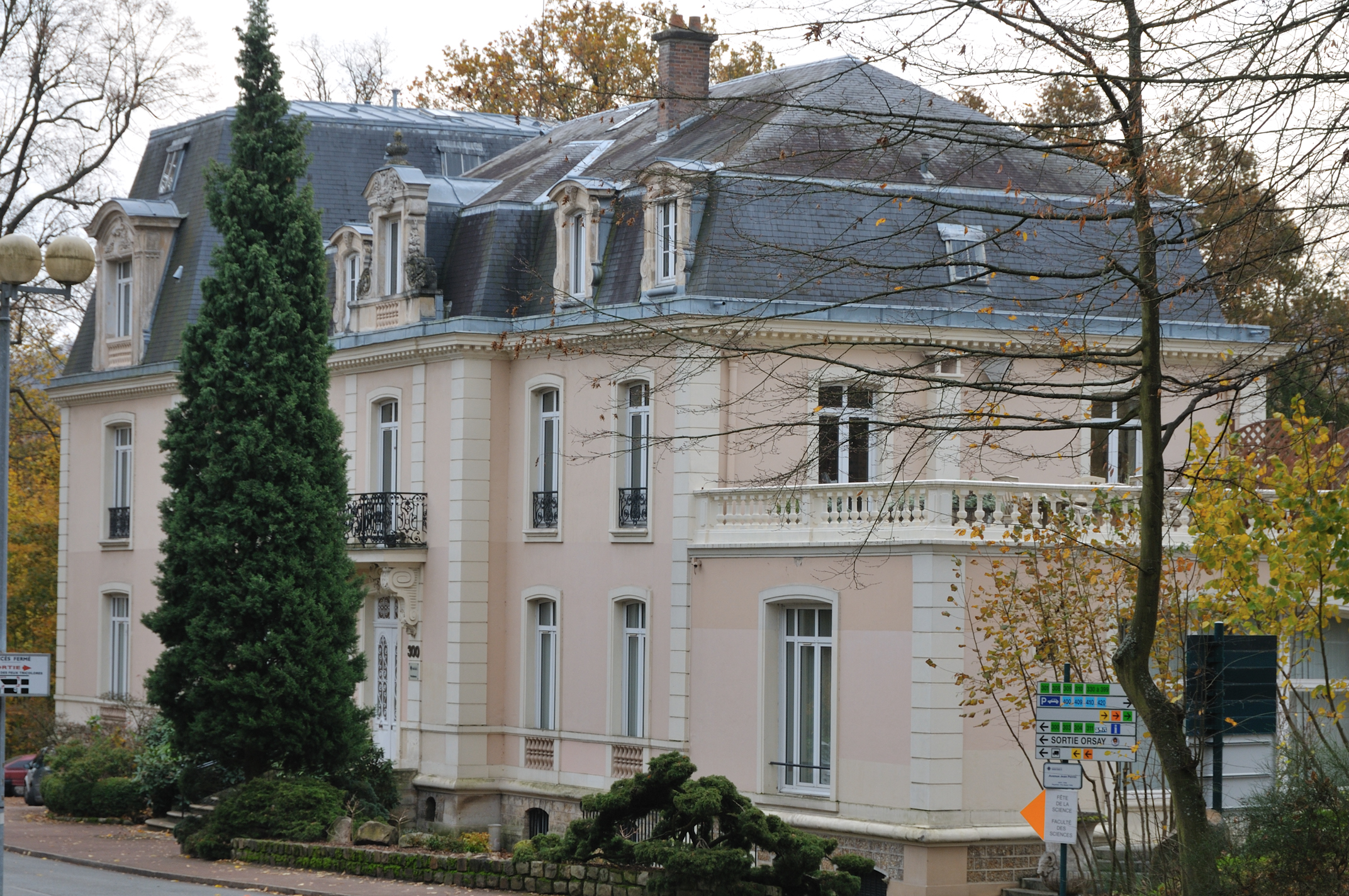
Le château de Launay, siège de la présidence de l'université Paris-Sud.

#### UFR de sciences
L'UFR de sciences est située intégralement sur le campus d'Orsay sur le plateau de Saclay dans l'Essonne.

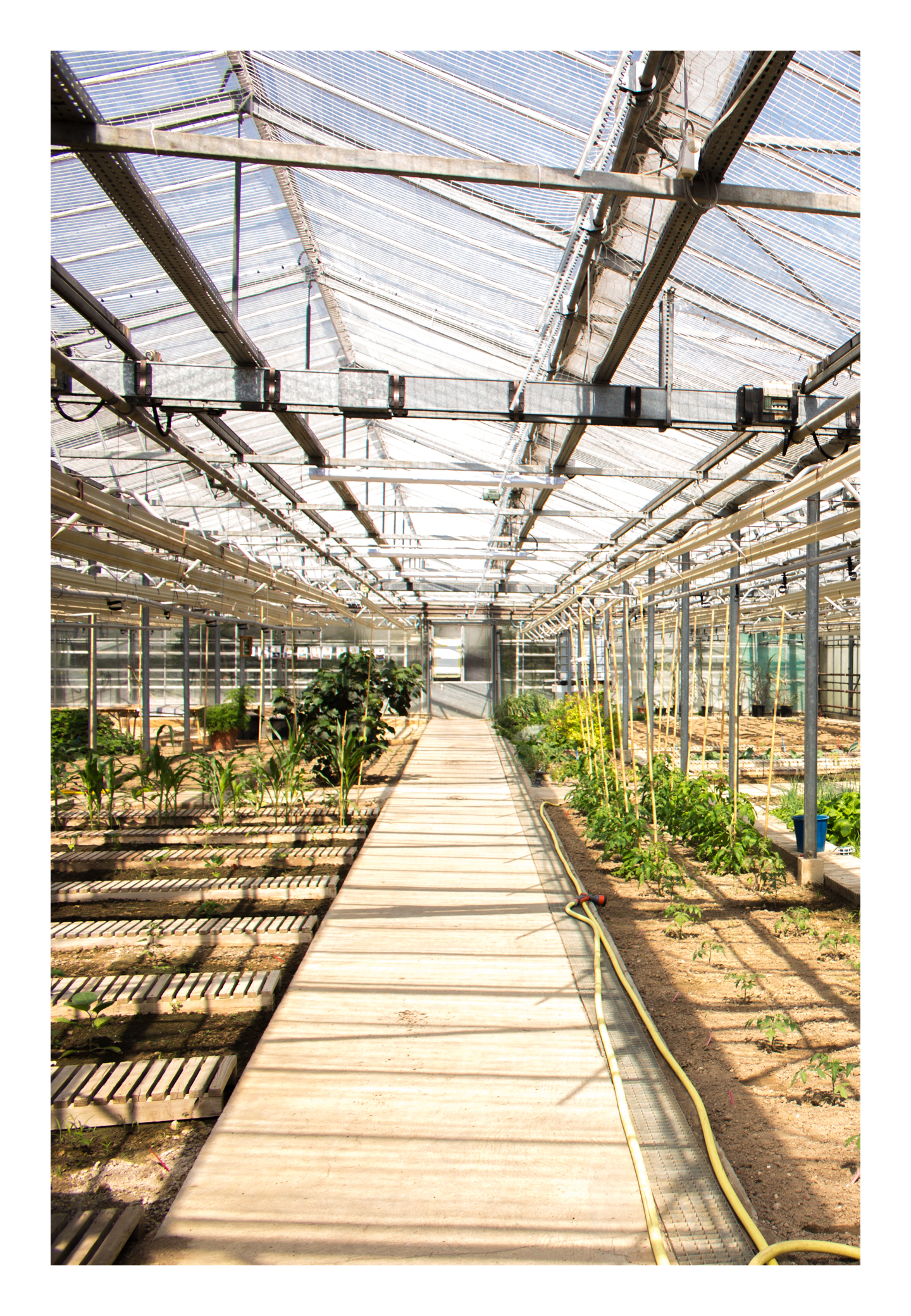
Serres du Campus Orsay-Bures.

Elle accueille près de 10 000 étudiants. La formation et la recherche couvrent les champs de la biologie, la chimie, l'informatique, les mathématiques, la physique, les sciences de la Terre et de l'Univers, ainsi que l'histoire des sciences. Créée sur proposition de Frédéric Joliot en mars 1955, comme extension de la faculté des sciences de Paris, la faculté des sciences d'Orsay a été reconnue officiellement en 1965, avant de participer à la création de l'Université Paris Sud en 1971. Denis Merlet en est le doyen depuis juin 2021. Le domaine de Launay qui constitue le campus d'Orsay avait été saisi par l'État sur un propriétaire impliqué dans la collaboration pendant la deuxième guerre mondiale. Le cinquantenaire du campus scientifique a été célébré en 2005.

#### UFR Jean-Monnet droit-économie-gestion
L'UFR droit-économie-gestion a été créée en 1968, et fait partie de l'université Paris XI depuis sa création en 1971. Forte de 6 000 étudiants répartis sur deux sites, ceux de Sceaux dans les Hauts-de-Seine et d'Orsay dans l'Essonne.
Depuis le 14 juin 2018, le professeur Boris Bernabé en est le doyen. La faculté propose plusieurs masters et 39 spécialités en droit, en économie et en gestion. Elle regroupe sept centres de recherche  sur le site de Sceaux. L'IEJ (institut d'études judiciaires) prépare à l'examen d'accès à la Haute École des avocats conseils (HEDAC) ainsi qu'au concours d'entrée à l'École nationale de la magistrature (ENM).

#### UFR de pharmacie
L'UFR de pharmacie a été créée en 1972 au sein de l'Université Paris Sud. Elle accueille environ 3 500 étudiants sur le campus de Châtenay-Malabry dans les Hauts-de-Seine, dont près de 1 000 en première année.
Marc Pallardy en est doyen depuis 2015 (réélu en 2020). On forme dans cette UFR des pharmaciens des filières officine, industrie et internat.
Les bâtiments du campus de Châtenay-Malabry ont assez mal vieilli et font l'objet de rénovations, dans l'attente d'une re-localisation en 2022, liée à l'opération campus, au sein du futur Pôle Biologie – Pharmacie – Chimie de l'Université Paris-Saclay.

#### UFR de médecine
L'UFR de médecine est située au Kremlin-Bicêtre dans le Val-de-Marne, mais la première année sélective se déroule sur le campus d'Orsay.
Elle compte 3 400 étudiants dont environ 900 étudiants en première année et 500 étudiants par année de la deuxième à la sixième année ; les autres étudiants inscrits étant pour l'essentiel des internes en troisième cycle. Elle est liée à l'hôpital Bicêtre.

#### UFR STAPS
L'UFR STAPS est située essentiellement sur le campus d'Orsay dans l'Essonne.
Une division STAPS a été créée en 1985 et rattachée à l’UFR de sciences, puis transformée en UFR STAPS dès 2003. Forte de 1 500 étudiants, cette UFR mène des recherches notamment sur la motricité humaine. Christine Le Scanff en est la directrice.

#### Instituts de formation en soins infirmiers rattachés à l'UFR de médecine
- L'IFSI Antoine Béclère de Clamart (Hauts-de-Seine).
- L'IFSI Bicêtre du Kremlin-Bicêtre (Val-de-Marne).
- L'IFSI EPS Barthélémy Durand d'Étampes (Essonne).
- L'IFSI GH Nord-Essonne de Longjumeau (Essonne).
- L'IFSI Paul Guiraud de Villejuif (Val-de-Marne).
- L'IFSI GPS Perray-Vaucluse d'Épinay-sur-Orge (Essonne).
- L'IFSI du Centre Hospitalier Sud Francilien de Corbeil-Essonnes (Essonne).

### École polytechnique universitaire
Polytech Paris-Sud, ou anciennement l'Institut de formation d'ingénieurs de Paris-sud (IFIPS), regroupe l'ensemble des formations d'ingénieurs de l'Université Paris Sud, et accueille plus de 800 étudiants essentiellement dans les domaines de l'informatique, de l'optronique, des matériaux et de robotique, principalement sur le site du plateau de Saclay dans l'Essonne. Le 1er janvier 2010 l'IFIPS est devenu membre du réseau Polytech et a pris le nom de Polytech Paris-Sud.

### Instituts universitaires de technologie
- L'Institut universitaire de technologie d'Orsay regroupe trois départements : département de chimie, Département d'informatique (département double, accueillant en première année 240 étudiants), et Département de mesures physiques (département double, accueillant en première année 200 étudiants). Le département Informatique de l'IUT d'Orsay prépare outre des DUT classiques en deux ans après le baccalauréat (possibilité d'effectuer la 2e année par apprentissage), à des DUT en 1 an (Année Spéciale) ainsi qu'à deux licences professionnelles en apprentissage : la licence PER (Programmation en environnement réparti) et la licence SRSI (Sécurité des réseaux et systèmes informatiques). Enfin, il est possible d'y préparer un diplôme d'université dans le cadre de la formation continue : Programmation, Bases de Données et Réseaux. Près de 200 enseignants au total travaillent dans cet IUT.
- L'Institut universitaire de technologie de Sceaux accueille 1 500 étudiants, formés à la gestion des entreprises, l'ingénierie du commerce et de vente, et au management. Il est le seul à proposer une orientation marketing ou commerce international à ses étudiants de techniques de commercialisation. Lionel Jospin y a été professeur de 1970 à 1981[24], du temps du deuxième directeur, monsieur Darricau. Après la retraite de celui-ci, ce fut Alexandre Ramalho qui devint directeur général assisté dans son travail par Romain Lanfranchi (chef de conférence à l'école HEC Paris, ayant obtenu un doctorat en culture corse).
- L'Institut universitaire de technologie de Cachan accueille 1 000 étudiants dans les domaines de l'électronique, de l'électrotechnique, de l'automatique, de l'informatique industrielle, de la mécanique, de la robotique et de la productique.

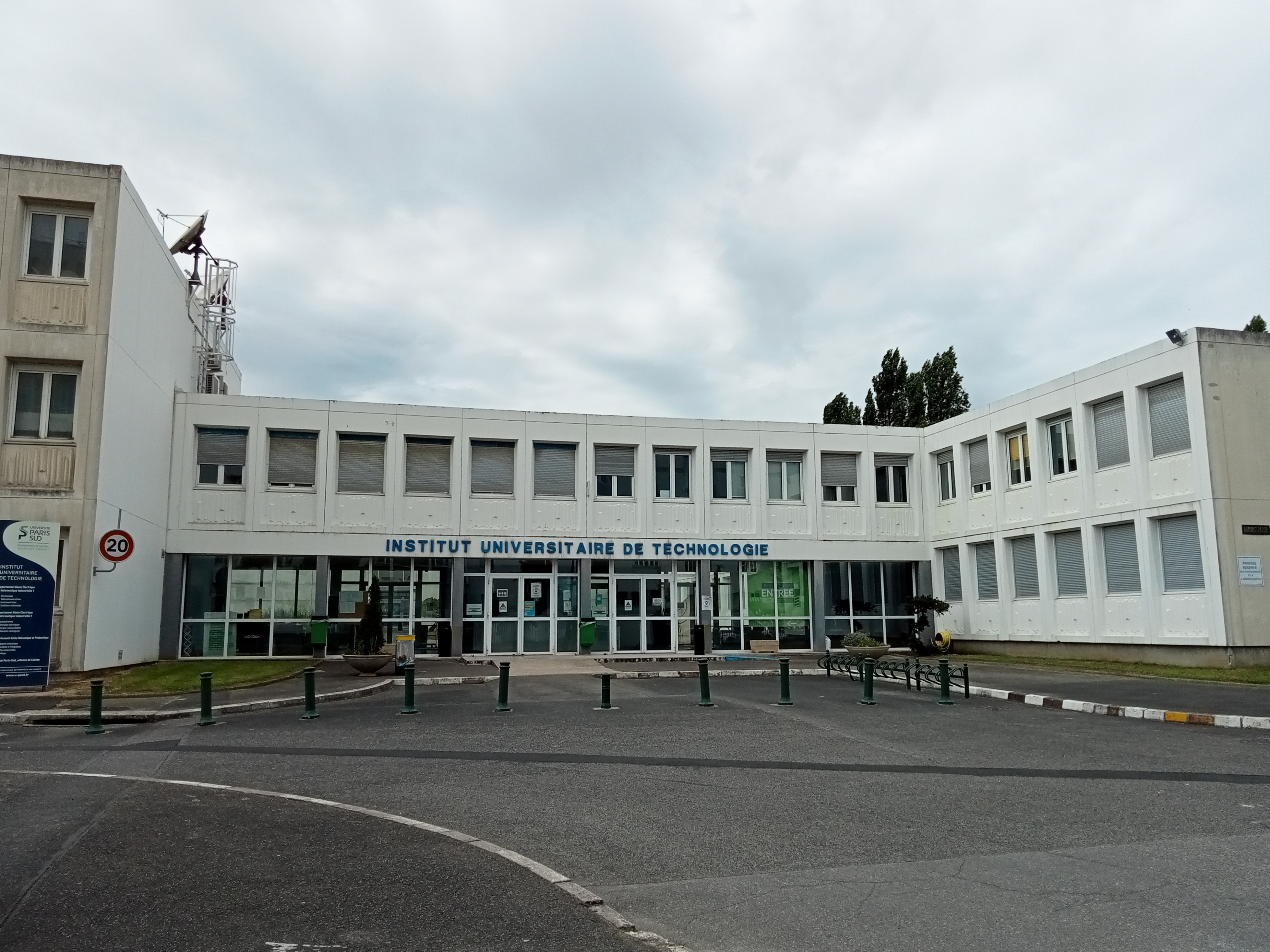
L'IUT de Cachan.
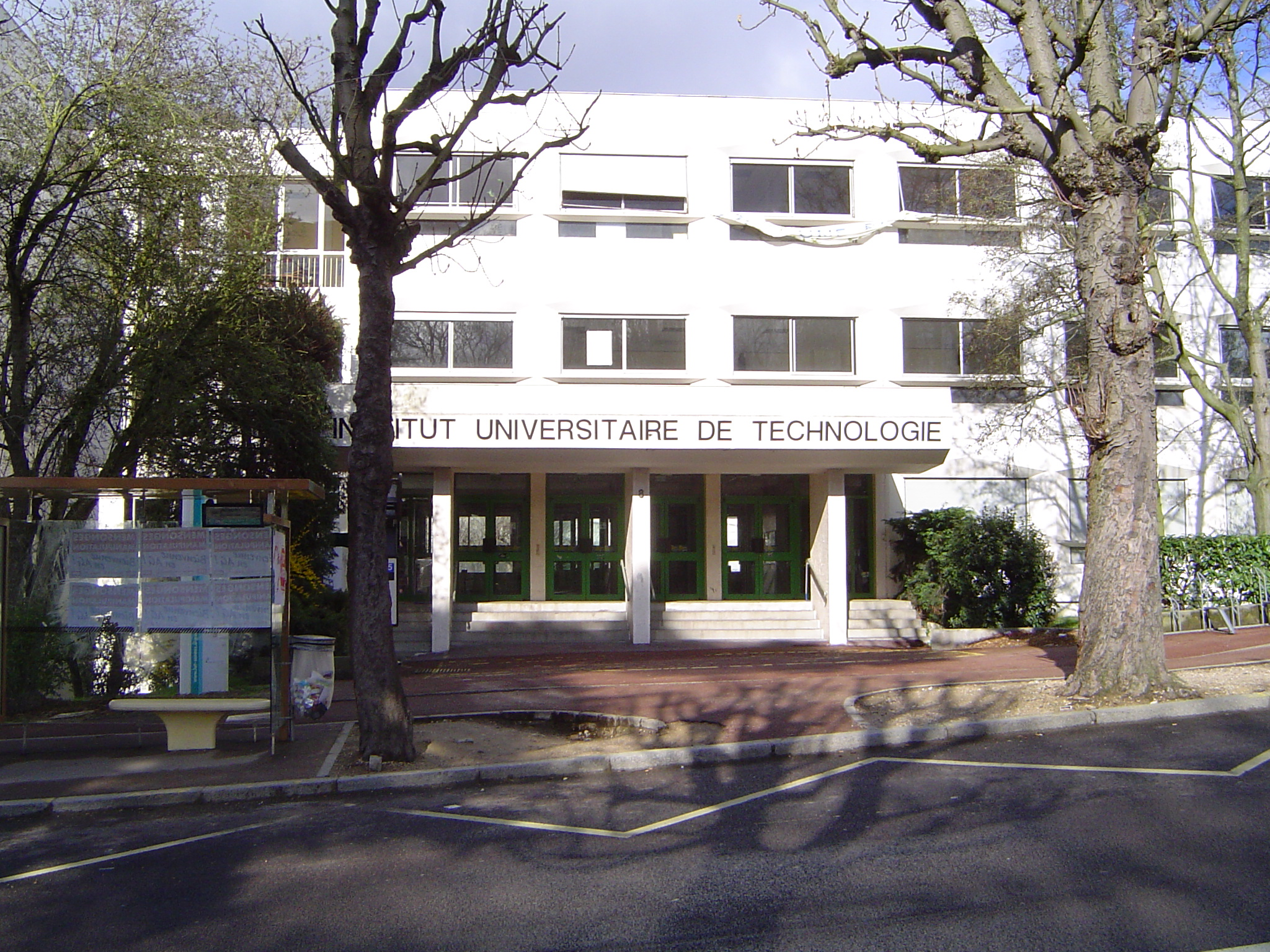
L'IUT de Sceaux.

### Écoles doctorales
L'université compte vingt écoles doctorales :
- Agriculture, alimentation, biologie, environnement, santé (ABIES)
- Astronomie et astrophysique d'Île-de-France
- Cancérologie, biologie, médecine, santé
- École Doctorale de Mathématiques Hadamard (EDMH)
- Electrical, Optical, Bio - physics and Engineering (EOBE)
- Innovation thérapeutique, du fondamental à l'appliqué
- Interfaces
- Ondes et Matière
- Physique en Île-de-France
- Particules, Hadrons, Énergie, Noyau, Instrumentation, Imagerie, Cosmos et Simulation (PHENIICS)
- Santé publique
- Sciences chimiques : molécules, matériaux, instrumentation et biosystèmes (2MIB)
- Sciences de l'environnement d'Île-de-France
- Sciences de l'Homme et de la Société (SHS)
- Sciences du sport, de la motricité et du mouvement humain (SSMMH)
- Sciences du végétal : du gène à l'écosystème
- Sciences et technologies de l'information et de la communication (STIC)
- Sciences mécaniques et énergétiques, matériaux et géosciences (SMEMaG)
- Signalisations et réseaux intégratifs en biologie (BioSigne)
- Structure et dynamique des systèmes vivants (SDSV)

2 700 étudiants étaient inscrits en thèse pour l'année 2016-2017.

## L'université en chiffres

### Personnel d'encadrement
- 4300 enseignants, enseignants-chercheurs et chercheurs
- 3 200 personnels ingénieurs, techniques et administratifs
- 80 personnels de Bibliothèque Universitaire

### Étudiants
Au 15 janvier 2017 :
- 31 400 étudiants sont inscrits à l'université, dont :

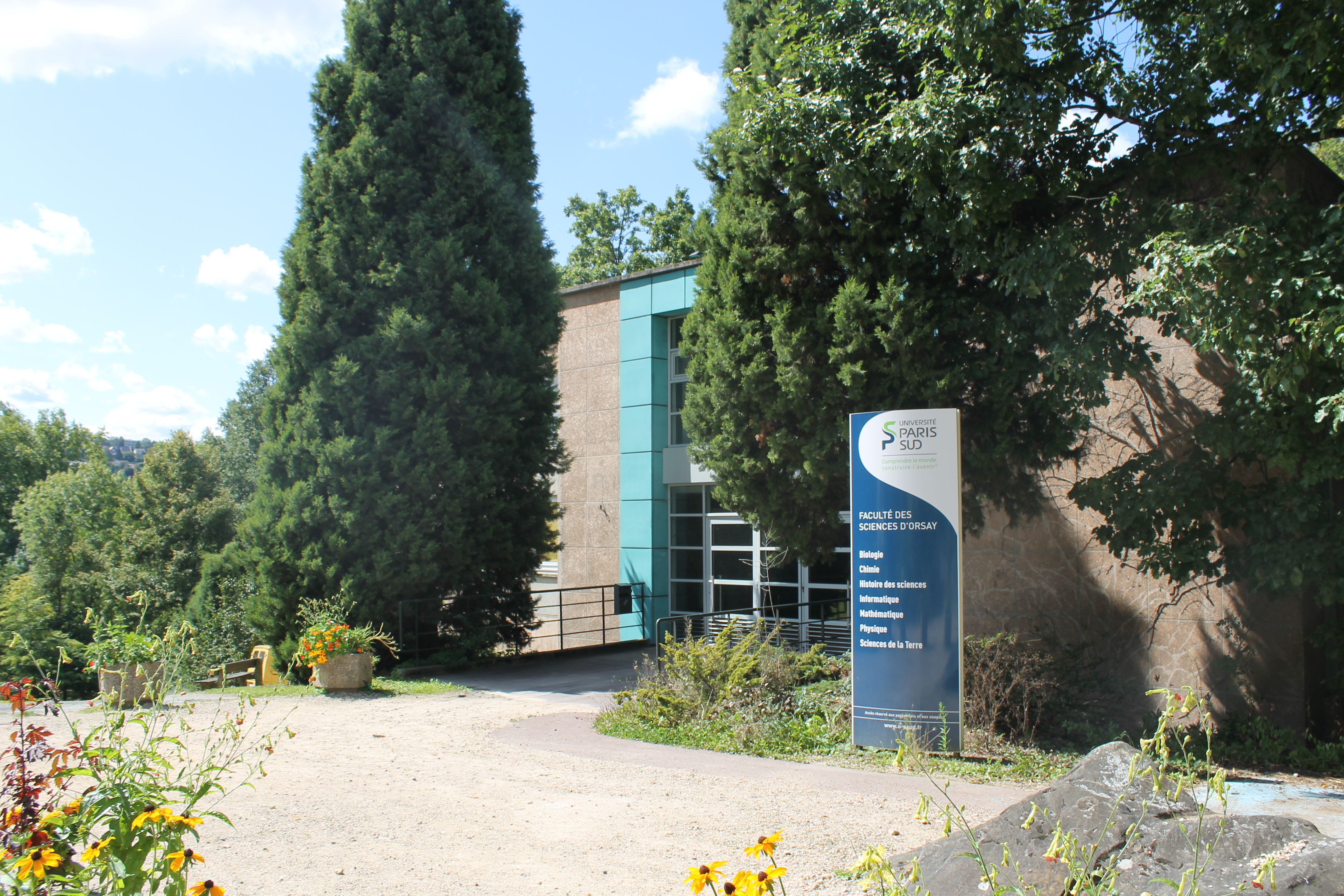
Un bâtiment administratif de l'Université Paris-Sud, dans le campus d'Orsay à Paris-Saclay.

  - plus de 5 000 étudiants de nationalité étrangère sont inscrits à l'Université Paris-Sud.

### Formation continue
- une offre de 300 diplômes de tous niveaux ;
- plus de 2800 diplômés par an.

### Ressources budgétaires
- 400 M€ de budget annuel consolidé
- 292 M€ de subventions de l’État
- 20 M€ de contrats de recherche
- 3 M€ de taxe d’apprentissage
- 4,5 M€ de chiffre d’affaires en formation continue[26]

## Enseignement et recherche

### International
- 5 000 étudiants de nationalité étrangère, en provenance de 144 pays
- 315 échanges ERASMUS
- 150 doctorants en cotutelles actuellement accueillis dans nos laboratoires

### Activités de recherche
- 47 % des 567 331 m2 de surfaces bâties (SHON) de l'université sont consacrées à la recherche.

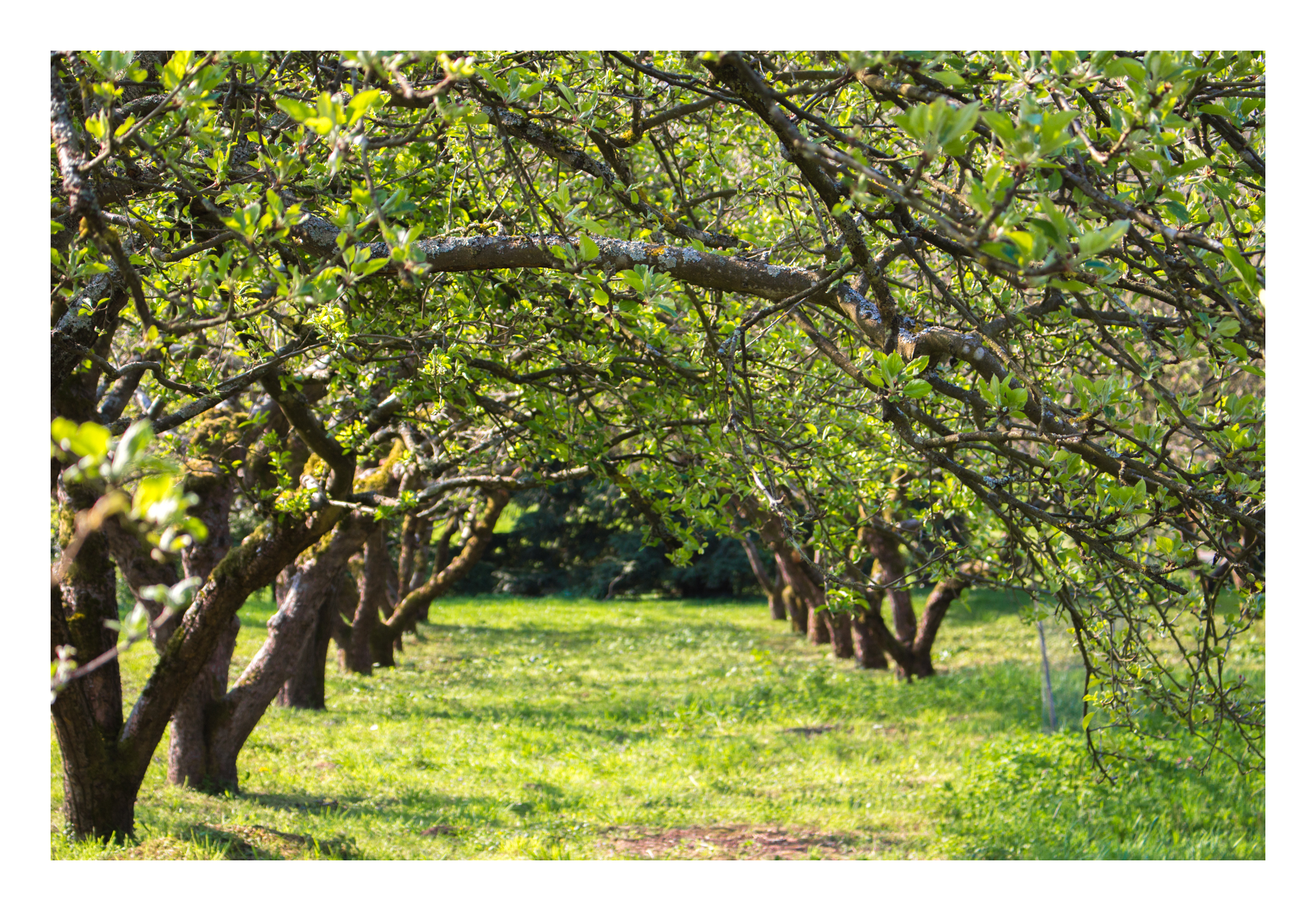
Verger conservatoire René-Nozeran. Ici, des rangées de pommiers greffés

- Verger conservatoire René-Nozeran. Ici, des rangées de pommiers greffés2 419 enseignants-chercheurs et chercheurs exercent dans les 78 laboratoires de recherche de l'université Paris-Sud 11.

#### Les laboratoires[27]
- Mathématiques

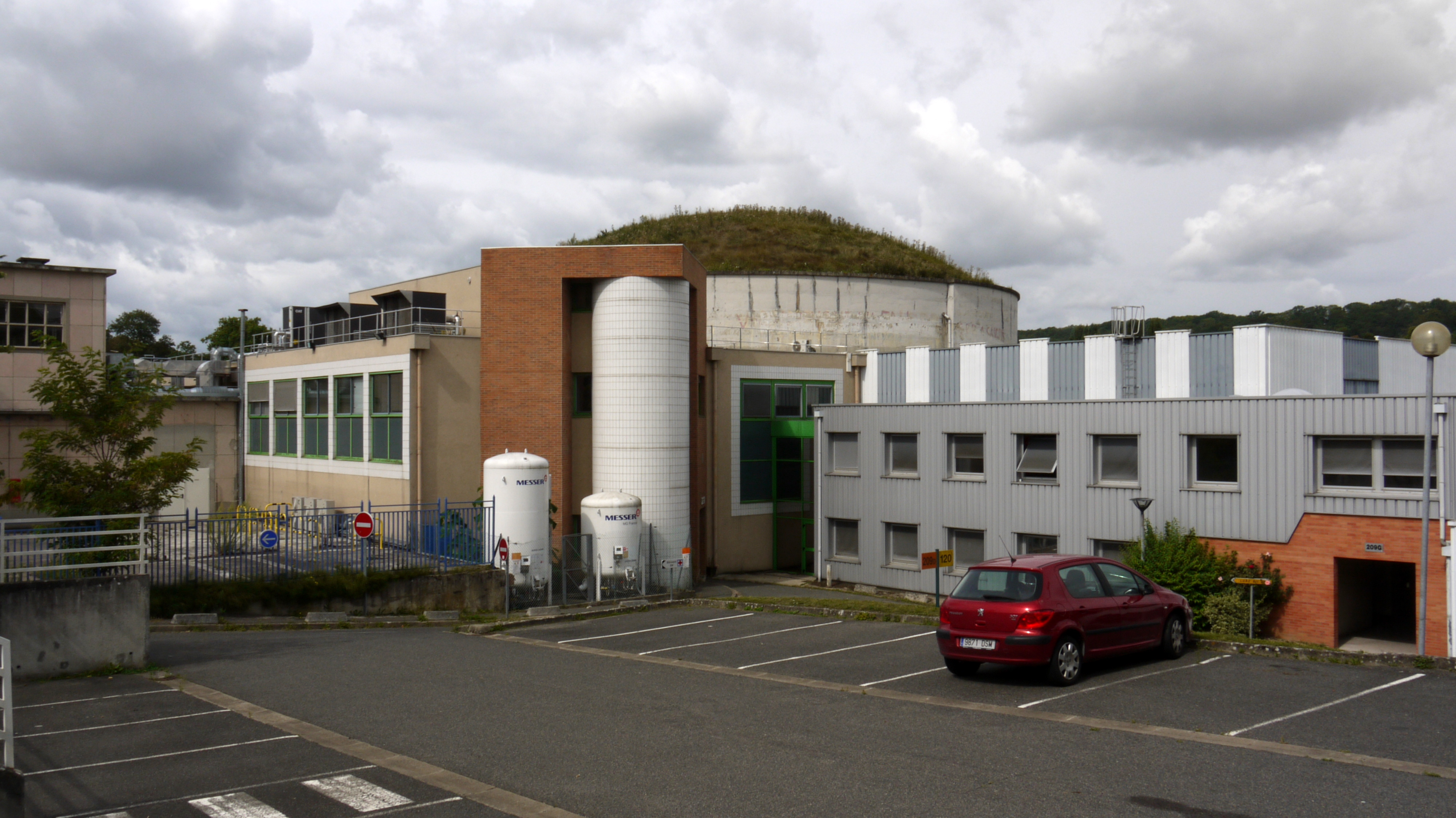
Accélérateur linéaire à Orsay.

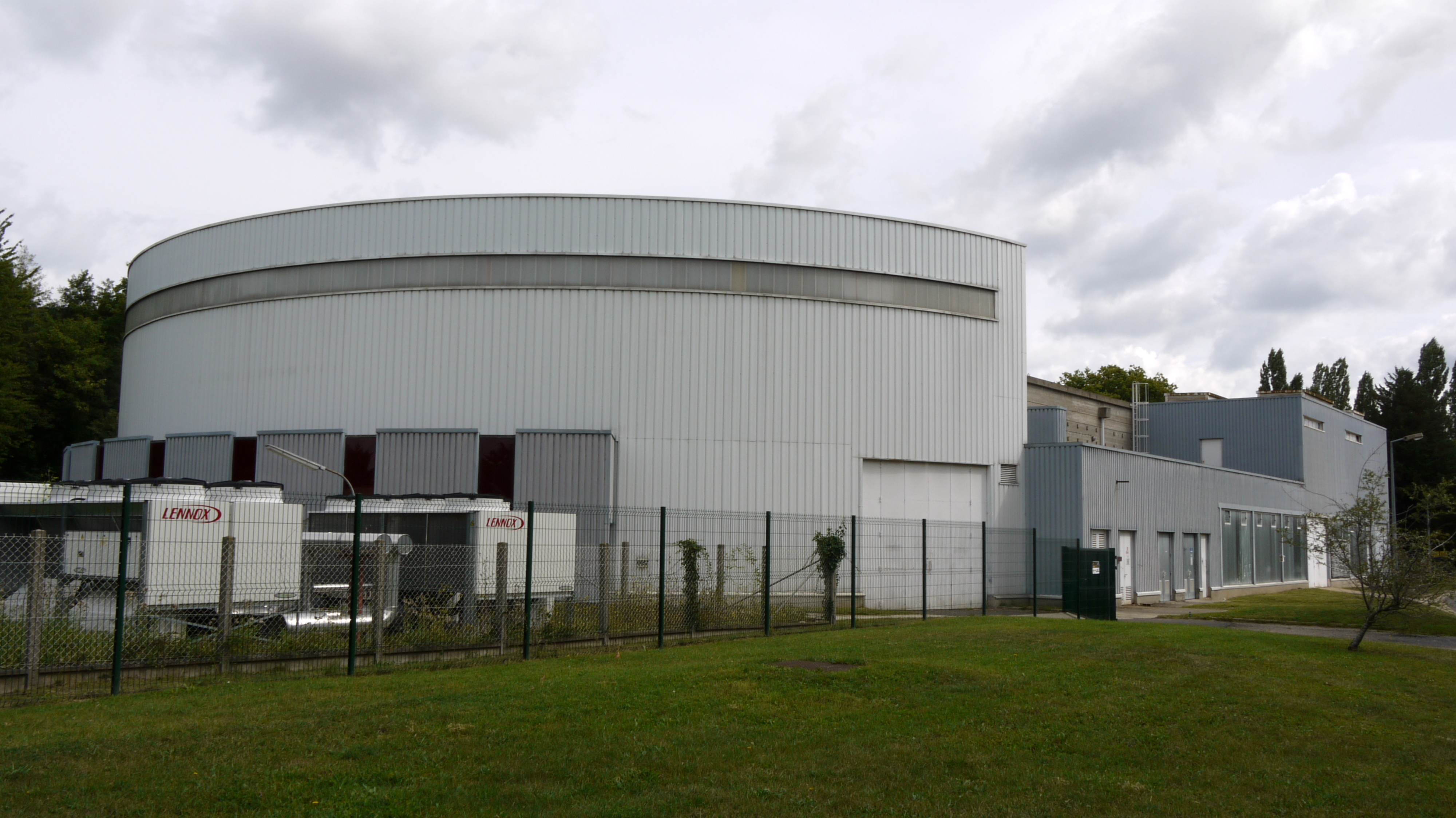
L'accélérateur linéaire et tandem Alto à Orsay.

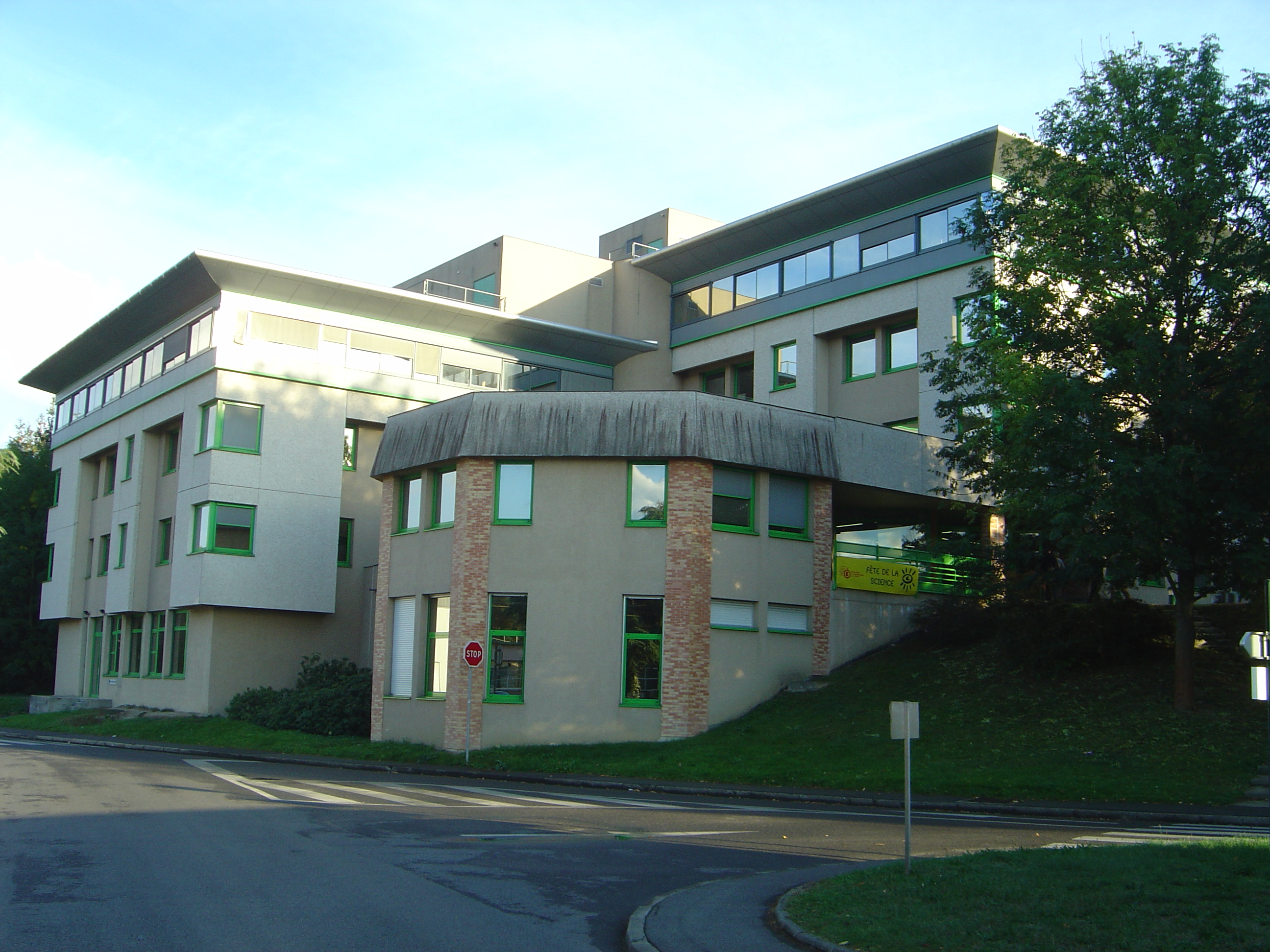
Institut d'astrophysique spatiale à Orsay.

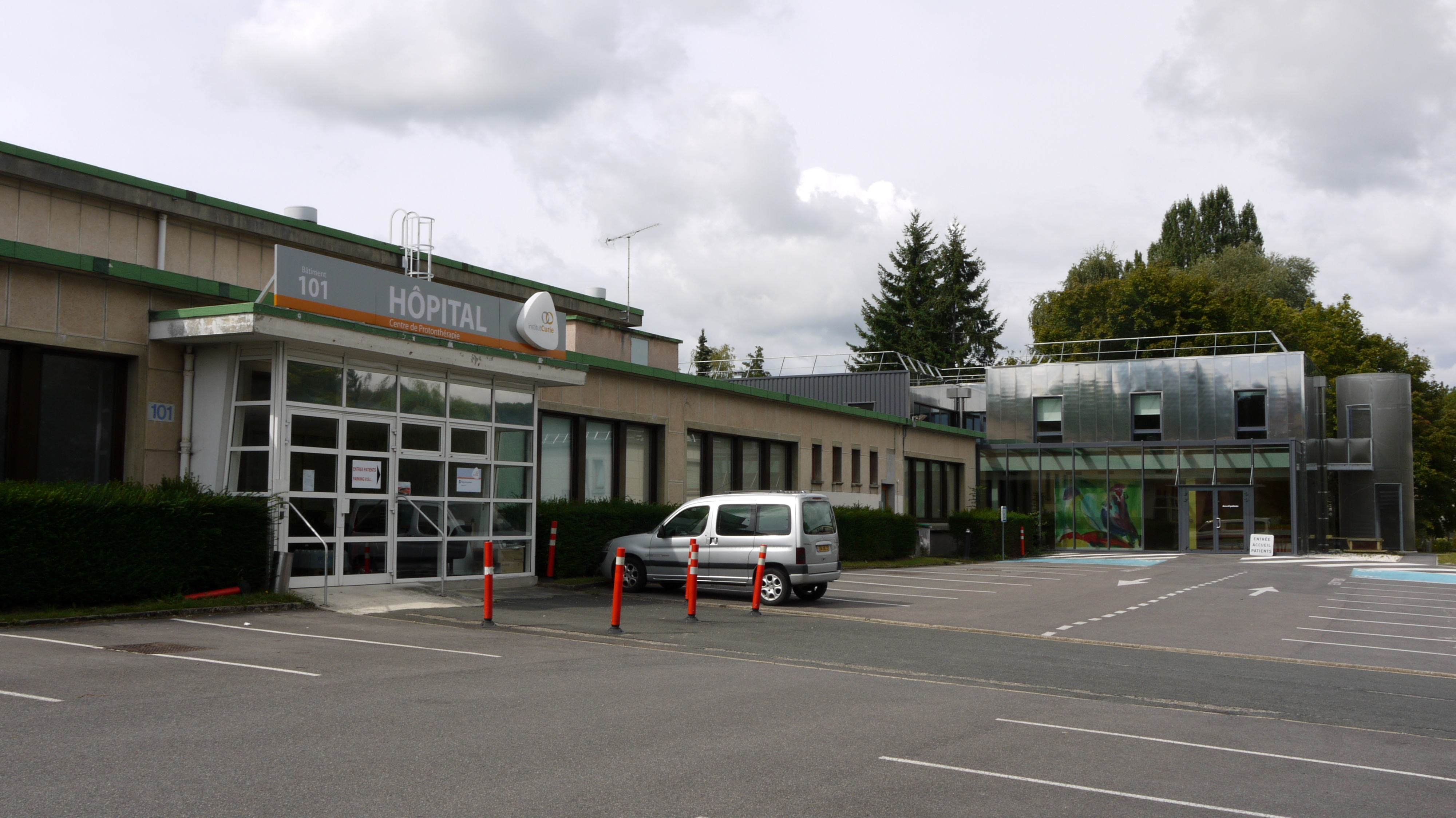
Le Centre de protonthérapie d'Orsay.

  - Laboratoire de mathématiques d'Orsay (LMO, Bât 307)
- Physique
  - Centre de spectrométrie nucléaire et de spectrométrie de masse (CSNSM, Orsay)
  - Institut de physique nucléaire (IPN, Orsay)
  - Laboratoire de l'accélérateur linéaire (LAL, Orsay)
  - Laboratoire Aimé Cotton (LAC, Orsay Bat. 505, unité mixte UPsud / CNRS / ENS Paris-Saclay)
  - Institut des Sciences Moléculaires d’Orsay (ISMO)
  - Laboratoire de physique des solides (LPS, Orsay)
  - Laboratoire de physique théorique (LPT, Orsay)
  - Laboratoire de physique théorique et modèles statistiques (zh) (LPTMS, Orsay)
  - Centre de recherche et d'ingénierie industrielle et pédagogique (IUT Cachan)
  - Laboratoire Charles Fabry de l'Institut d'optique (LCFIO, Orsay) : laboratoire de SupOptique, associé à l'UP-11 et au CNRS
  - Centre de nanosciences et de nanotechnologies (C2N, anciennement IEF et LPN)
  - Fluides, automatique et systèmes thermiques (FAST, Orsay)
  - Laboratoire de Physique Plasmas (LPP, UPSud / CNRS / UPMC / École Polytechnique / Observatoire de Paris)
  - Laboratoire de physique des gaz et des plasmas (LPGP, Orsay)
  - Unité mixte de physique CNRS-Thalès
  - Imagerie et Modélisation en Neurobiologie et Cancérologie (IMNC, UPSud / CNRS / Paris Diderot)
- Sciences de la Terre et de l'Univers
  - Institut d'astrophysique spatiale (IAS, Orsay)
  - Géosciences Paris-Sud (GEOPS, Orsay)
- Informatique et Sciences pour l'ingénieur
  - Laboratoire de recherche en informatique (LRI, Bât. 650)
  - Laboratoire d'informatique pour la mécanique et les sciences de l'ingénieur (LIMSI, Bat. 508, unité propre du CNRS associée à l'UP-11)
  - Laboratoire des signaux et systèmes (L2S, Gif-sur-Yvette, UPSud / CNRS / CentraleSupélec)
  - Imagerie par Résonance Magnétique Médicale et Multi-Modalités (IR4M, UPSud / CNRS, partenariat CEA / IGR)
  - Laboratoire Génie électrique et électronique de Paris (GeePS, anciennement LGEP, Orsay, UPSud / CNRS / CentraleSupélec / UPMC)
  - Laboratoire Universitaire de Recherche en Production Automatisée (LURPA, UPSud / ENS Paris-Saclay)
  - Systèmes et Applications des Technologies de l’Information et de l’Énergie (SATIE, UPSud/CNRS/ENS Paris-Saclay/ENS Rennes/UCP/CNAM/IFSTTAR)
- Chimie
  - Institut de chimie moléculaire et des matériaux d'Orsay (ICMMO, Orsay)
  - Laboratoire de chimie physique (LCP, Orsay)
  - Centre de cinétique rapide (ELYSE, Orsay)
  - Biomolécule : Conception, Isolement, Synthèse (BioCIS, Châtenay-Malabry)
  - Chimie physique minérale et bioiorganique « Matériaux et santé » (Châtenay-Malabry)
  - Chimie organique (Châtenay-Malabry)
  - Laboratoire d'étude des techniques d'instrumentation et d'analyse moléculaire (LETIAM, Orsay)
- Biologie, Médecine et Santé
  - Cardiologie cellulaire et moléculaire (Châtenay-Malabry)
  - Récepteurs et signalisation des interleukines (Châtenay-Malabry)
  - Transduction hormonale et régulation cellulaire (Châtenay-Malabry)
  - Pathogènes et fonctions des cellules epithéliales polarisées (Châtenay-Malabry)
  - Physico-chimie, pharmacotachnie, biopharmacie (Châtenay-Malabry)
  - Laboratoire de biochimie et biologie cellulaire (Châtenay-Malabry)
  - Groupe de recherche : barrières et passages des médicaments (Châtenay-Malabry)
  - Laboratoire de chimie analytique de Paris-Sud - (Châtenay-Malabry)
  - Écosystème microbien digestif et santé (Châtenay-Malabry)
  - Santé publique - environnement (Châtenay-Malabry)
  - Laboratoire de parasitologie - biologie et contrôle des organismes parasites (Châtenay-Malabry)
  - Botanique et mycologie (Châtenay-Malabry)
  - Biologie animale, insectes et toxines (Châtenay-Malabry)
  - Centre de génétique moléculaire (CGM, Orsay)
  - Laboratoire écologie, systématique et évolution (ESE, Orsay)
  - Institut de biochimie et de biophysique moléculaire et cellulaire (IBBMC, Orsay)
  - Institut de biologie animale, intégrative et cellulaire (IBAIC, Orsay)
  - Institut des Sciences des Plantes - Paris-Saclay ex: Institut de biotechnologie des plantes (IBP, Orsay)
  - Institut de génétique et microbiologie (IGM, Orsay)
  - Station de génétique végétale du Moulon (SGV, Gif-sur-Yvette)
  - Laboratoire d'enzymologie et biochimie structurales (LEBS, Gif-sur-Yvette)
  - Institut Paris-Sud cytokines (IPSC, Le Kremlin-Bicêtre)
  - Institut Gustave-Roussy, cytokine et immunologie de tumeurs humaines (Le Kremlin-Bicêtre)
  - Hémostase et biologie vasculaire (Le Kremlin-Bicêtre)
  - Épidémiologie cardiovasculaire et métabolique (Le Kremlin-Bicêtre)
  - Recherches épidémiologiques et statistiques sur l'environnement et la santé (Le Kremlin-Bicêtre)
  - Différenciation hématopoïétique normale et leucémique (Le Kremlin-Bicêtre)
  - Génétique et mécanismes des maladies du foie de l'enfant (Le Kremlin-Bicêtre)
  - Institut Gustave-Roussy, hématopoïèse et cellules souches (Le Kremlin-Bicêtre)
  - Épidémiologie et biostatistique (Le Kremlin-Bicêtre)
  - Substitut du sang et pathologie moléculaire du globule rouge (Le Kremlin-Bicêtre)
  - Stéroïdes et systèmes nerveux : physiopathologie moléculaire et clinique (Le Kremlin-Bicêtre)
  - Glycobiologie et signalisation cellulaire (Le Kremlin-Bicêtre)
  - Ontogénèse de l’hématopoïèse (Le Kremlin-Bicêtre)
  - Génétique épidémiologique et structure des populations humaines (Le Kremlin-Bicêtre)
  - Épidémiologie, démographie et sciences sociales - santé reproductive, sexualité et infection VIH-INED (Le Kremlin-Bicêtre)
  - Physiologie cardiovasculaire et thymique (Le Kremlin-Bicêtre)
  - Imagerie par Résonance Magnétique Médicale et Multi-Modalités (IR4M, Orsay et Institut Gustave-Roussy)
  - Physico-chimie et pharmacologie des macromolécules biologiques (Le Kremlin-Bicêtre)
  - Institut Gustave-Roussy, génétique oncologique (Le Kremlin-Bicêtre)
  - Interactions moléculaires et cancer (Le Kremlin-Bicêtre)
  - Recherches en épidémiologie des cancers (Le Kremlin-Bicêtre)
  - Laboratoire de microbiologie (Le Kremlin-Bicêtre)
  - Institut Gustave-Roussy, radiosensibilité des tumeurs et tissus sains (Le Kremlin-Bicêtre)
  - Virus hépatotropes et cancer (hôpital Paul-Brousse, Le Kremlin-Bicêtre)
  - Virus, neurone et immunité (Le Kremlin-Bicêtre)
  - Biologie des interactions cellulaires en néphrologie et uro-andrologie (Le Kremlin-Bicêtre)
  - Groupe de recherche universitaire sur les maladies vasculaires pulmonaires (Le Kremlin-Bicêtre)
  - Hormones, gènes et reproduction (Le Kremlin-Bicêtre)
  - Laboratoire de physicochimie et pharmacologie des macromolécules biologiques (Le Kremlin-Bicêtre)
  - Laboratoire génétique oncologique (Le Kremlin-Bicêtre)
  - Psychopathologie (Le Kremlin-Bicêtre)
  - Recherches cliniques et épidémiologiques, métabolisme, mode de vie (Le Kremlin-Bicêtre)
- Sciences de l'Homme et des Humanités

- Sciences de la société

#### Scientométrie
En 2015, l'université Paris-Sud est placée au 41e rang mondial du classement de Shanghai ; elle occupe le deuxième rang français et le neuvième rang européen.
Dans le domaine général sciences et mathématiques, Paris-Sud est en deuxième place des universités françaises, au 23e rang mondial. Dans le secteur médecine-pharmacie, Paris-Sud rentre dans le top 100, où se trouvent seulement deux autres universités françaises : Paris-Descartes (Paris 5) et l'UPMC (Paris 6). Dans les classements disciplinaires, Paris-Sud est en 23e position mondiale en physique, et deuxième française. En mathématiques, Paris-Sud est stable à la 10e position mondiale.
L'université Paris-Sud est classée 8e dans le top 100 des meilleures universités au monde ayant moins de 50 ans.

## Vie étudiante

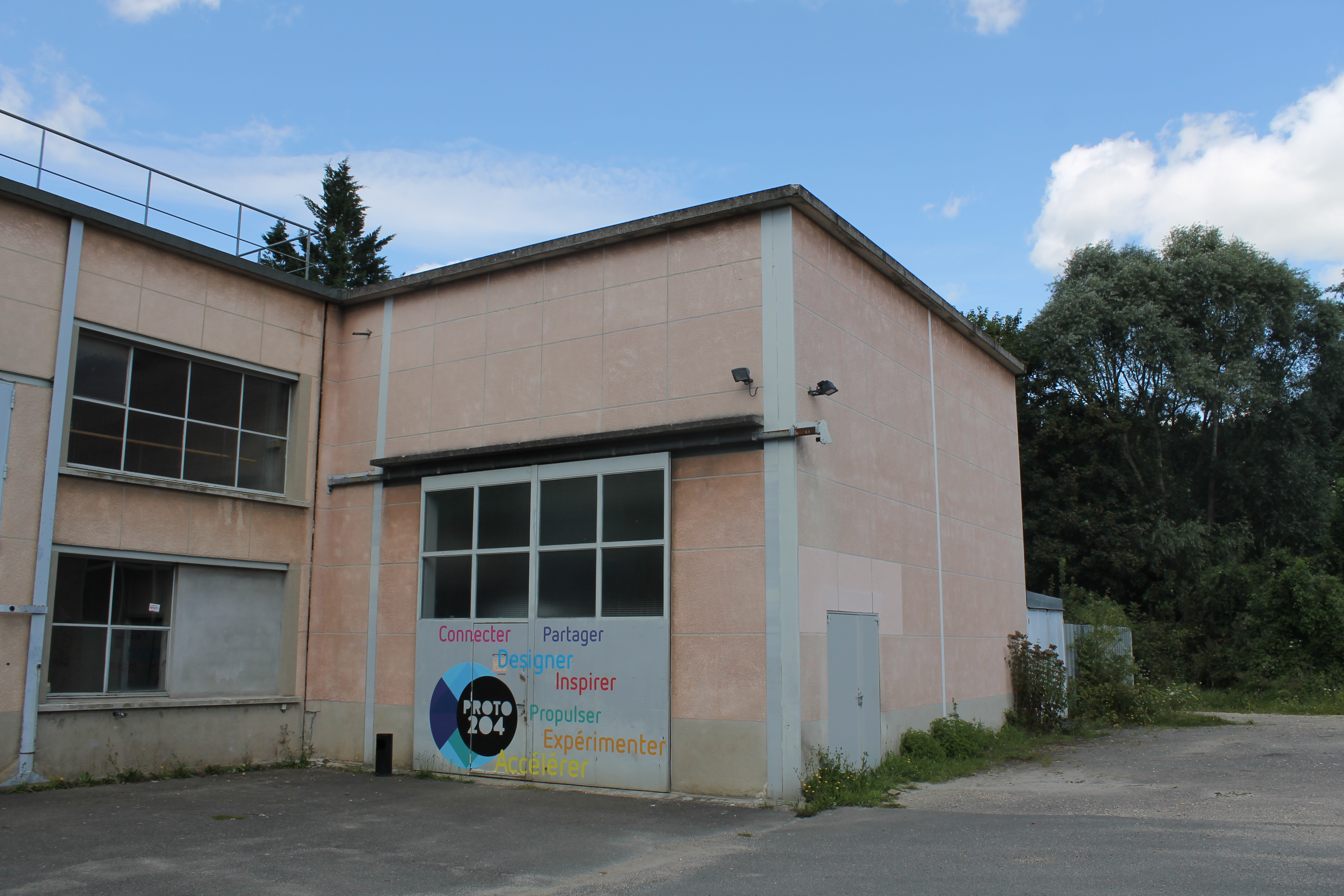
Le Proto204, un tiers-lieu destiné à l'entrepreneuriat étudiant sur le campus d'Orsay de l'université Paris-Sud (Paris-Saclay).

La vie des campus a deux aspects : la culture associative et la qualité de la représentation par les élus étudiants.

### Associations étudiantes
Les associations étudiantes sont de plusieurs types :
- disciplinaires, avec des associations de tutorat en PACES, corporations en médecine et pharmacie, et les associations de filières des différents Master ou école d'ingénieurs Polytech Paris-Sud ;
- culturelles comme des associations d'éloquence, de secourisme, jeux de rôle et imaginaire, musique, jeux vidéo, etc. ;
- représentatives comme l'UNEF ;

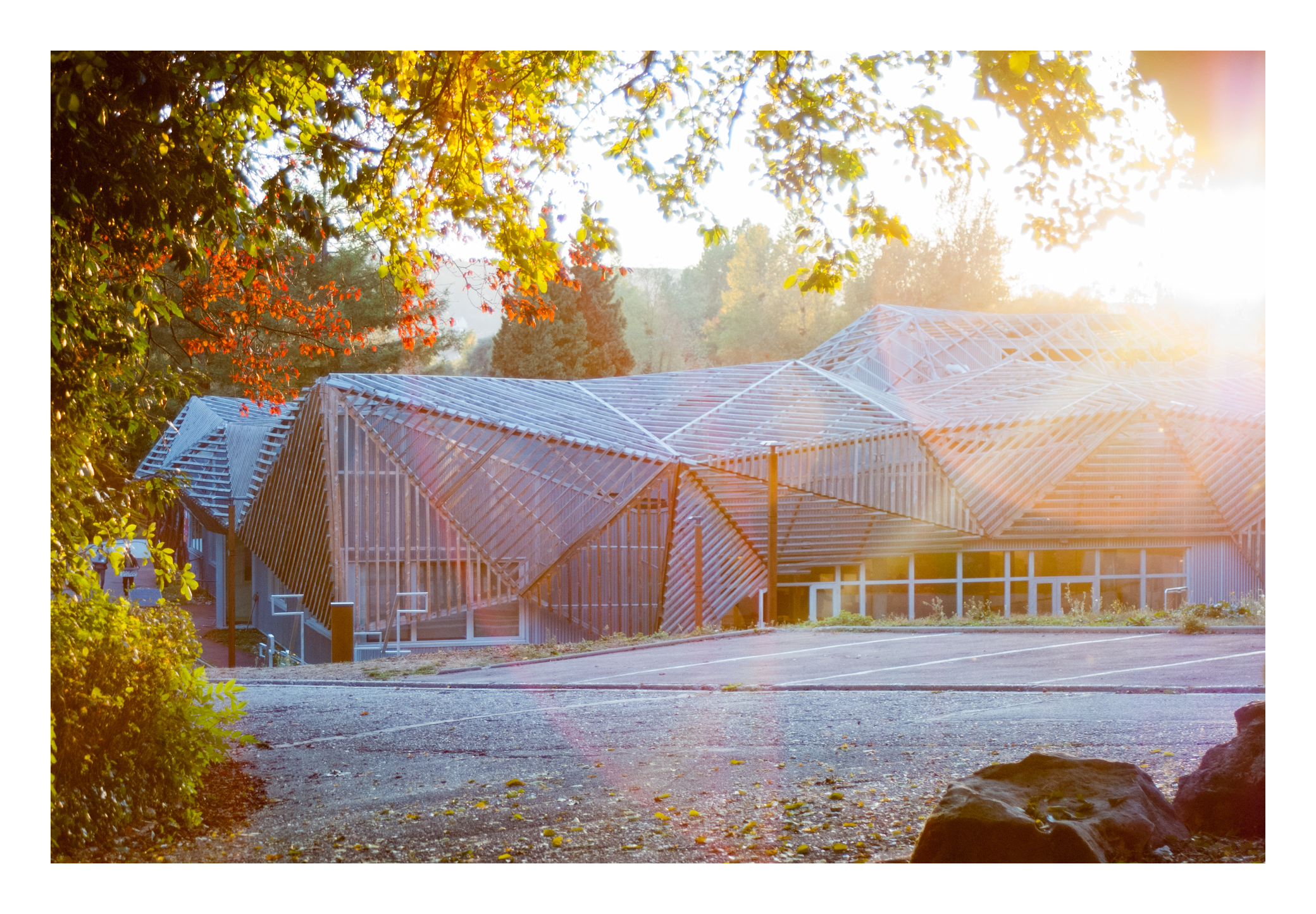
Maison des associations Paris-Sudiennes (MaPS).

Certaines composantes comme les UFR de pharmacie et de sciences ont une vie étudiante facilitée du fait des locaux laissés à leur disposition : couloir des associations à Châtenay-Malabry pour l'UFR de pharmacie ou à Sceaux pour l'UFR de droit-économie-gestion, locaux dans différents bâtiments d'enseignement et la MAPS destiné en partie aux étudiants et personnels de l'université.
Certaines de ces associations se sont regroupées au sein d'une fédération des associations, la FAPS (Fédérations des associations étudiantes de Paris-Sud), issue de la FASECO (Fédération des associations étudiantes du campus d'Orsay), qui a organisé des événements comme le Téléthon ou le Gala de l'université (accueil de 1 200 personnes).

### Évolution démographique
Évolution démographique de la population universitaire
| 2000   | 2001   | 2002   | 2003   | 2004   | 2005   | 2006   | 2007   |
| ------ | ------ | ------ | ------ | ------ | ------ | ------ | ------ |
| 26 488 | 25 992 | 26 369 | 26 413 | 26 247 | 26 348 | 26 188 | 26 876 |

| 2008   | 2009   | 2010   | 2011   | 2012   | 2013   | 2014   | 2015   |
| ------ | ------ | ------ | ------ | ------ | ------ | ------ | ------ |
| 27 017 | 27 470 | 27 307 | 27 289 | 27 603 | 28 552 | 28 242 | 28 632 |

| 2016   | 2017   | 2018   | - | - | - | - | - |
| ------ | ------ | ------ | - | - | - | - | - |
| 21 944 | 21 964 | 23 270 | - | - | - | - | - |

## Personnalités liées à l'université

### Enseignants et chercheurs
- Étienne-Émile Baulieu, prix Albert-Lasker et ancien président de l'académie des sciences
- Jean-Pierre Bibring
- Henri Cartan, prix Wolf de mathématiques 1980
- Albert Fert, prix Nobel de physique en 2007
- Pierre-Gilles de Gennes, prix Nobel de physique en 1991
- Henri Kagan, associé au prix Nobel de chimie de 2001, ce prix ne pouvant être attribué à plus de 3 personnes.
- Laurent Lafforgue, médaille Fields 2002
- Serge Latouche
- Jean-François Le Ny
- Georges Poitou a fait partie de l'équipe de chercheurs qui fonde la nouvelle Faculté des Sciences d'Orsay, dont il fut doyen de 1968 à 1970
- Wendelin Werner, médaille Fields 2006[45]
- Jean-Christophe Yoccoz, médaille Fields 1994
- Ngô Bảo Châu[46], médaille Fields 2010

### Étudiants
- Pierre Deligne, médaille Fields 1978
- Irène Buvat, biologiste, médaille de bronze du CNRS en 2002
- Martine Simonelig, chercheuse, médaille d'argent du CNRS en 2018
- Ruxandra Gref, chimiste, médaille d'argent du CNRS en 2019
- Marie-Hélène Schune, physicienne, médaille d'argent du CNRS en 2019
- Françoise Lamnabhi-Lagarrigue, chercheuse, prix Irène-Joliot-Curie en 2019
- Sihem Amer-Yahia, informaticienne algérienne, médaille d'argent du CNRS en 2020
- Hugo Duminil-Copin, mathématicien, médaille Fields 2022
- Araceli Lopez-Martens, chercheuse et directrice de recherche en physique nucléaire, médaille d'argent du CNRS en 2023

## Identité visuelle

Logo de 2004 à 2011[47].
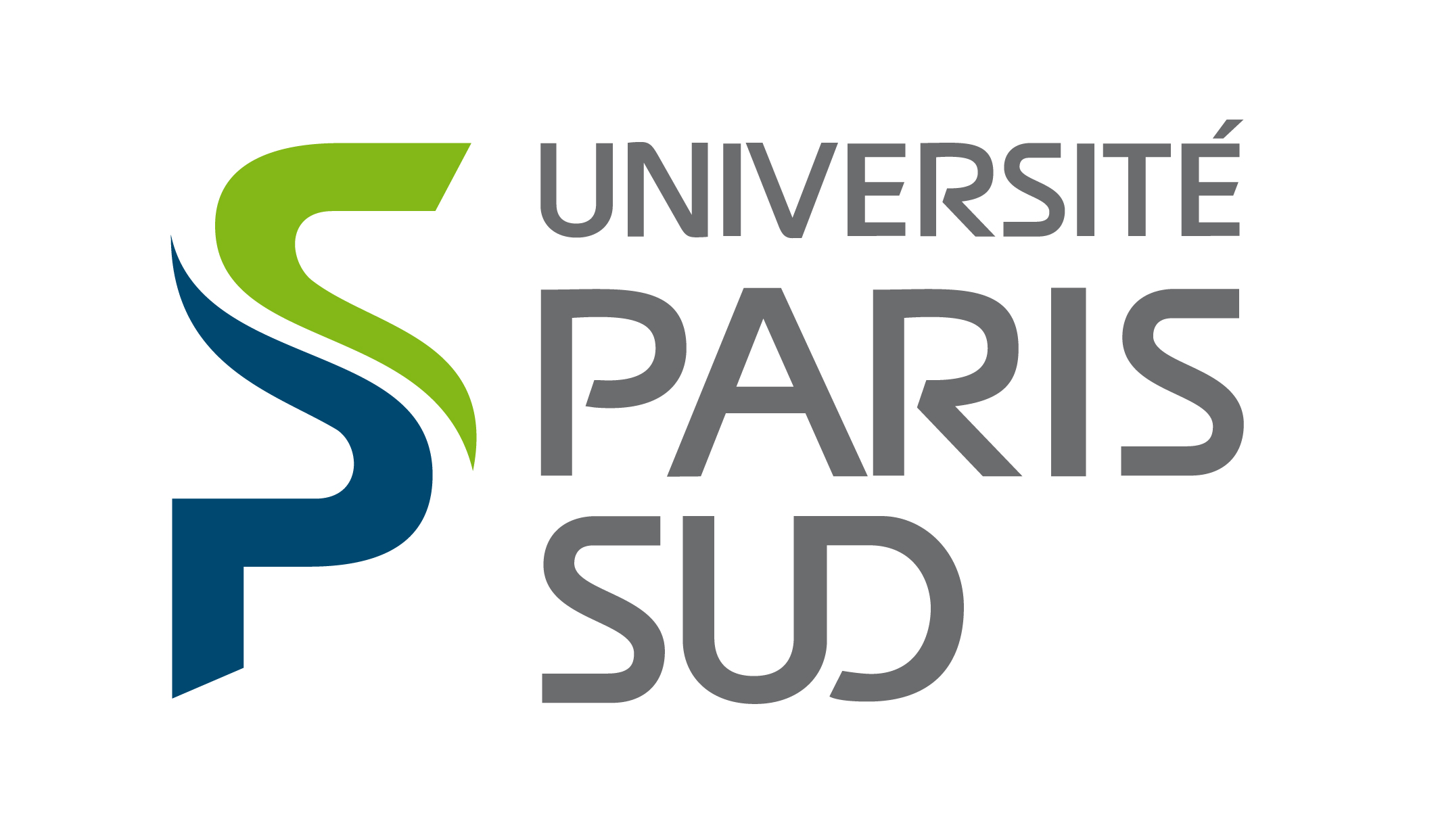
Logo depuis 2014.